# 俄罗斯警察
俄羅斯警察（羅馬化：Politsiya Rossii）是俄羅斯聯邦的執法機構，隸屬於俄羅斯聯邦內務部。它是根據彼得一世的法令於1715年成立的，並於2011年取代作為前警察局的民警組織成立。它是俄羅斯的聯邦警察局，根據聯邦議會批准的“警務法”（Закон“О полиции”）運作，隨後由當時的俄羅斯聯邦總統德米特里·梅德韋傑夫於2011年2月7日簽署成為法律 。

## 外部連結
- 俄羅斯“警務法” （页面存档备份，存于）